# Sergia tenuiremis
Sergia tenuiremis är en kräftdjursart som först beskrevs av Henrik Nikolai Krøyer 1855.  Sergia tenuiremis ingår i släktet Sergia och familjen Sergestidae. Inga underarter finns listade i Catalogue of Life.